# Павлюки (Польша)
Павлюки (пол. Pawluki) — деревня в Влодавском повете Люблинского воеводства Польши. Входит в состав гмины Ханна. По данным переписи 2011 года, в деревне проживало 59 человек.

## География
Деревня расположена на востоке Польши, на левом берегу реки Западный Буг, вблизи государственной границы с Белоруссией, на расстоянии приблизительно 12 километров к северу от города Влодавы, административного центра повета. Абсолютная высота — 156 метров над уровнем моря. К западу от населённого пункта проходит региональная автодорога 816.

## История
Согласно «Справочной книжке Седлецкой губернии на 1875 год» деревня входила в состав гмины Словатыче Бельского уезда Седлецкой губернии.
В период с 1975 по 1998 годы деревня входила в состав Бяльскоподляского воеводства.

## Население
Демографическая структура по состоянию на 31 марта 2011 года:
|         | Всего | До трудоспособного возраста | Трудоспособного возраста | Старше трудоспособного возраста |
| ------- | ----- | --------------------------- | ------------------------ | ------------------------------- |
| Мужчины | 32    | 4                           | 22                       | 6                               |
| Женщины | 27    | 1                           | 17                       | 9                               |
| Всего   | 59    | 5                           | 39                       | 15                              |